# Искеев, Байдул
Пайдул (Байдул) Искеев (чув. Пайтул Искей) — чувашский поэт и военачальник, сподвижник Степана Разина.

## Биография

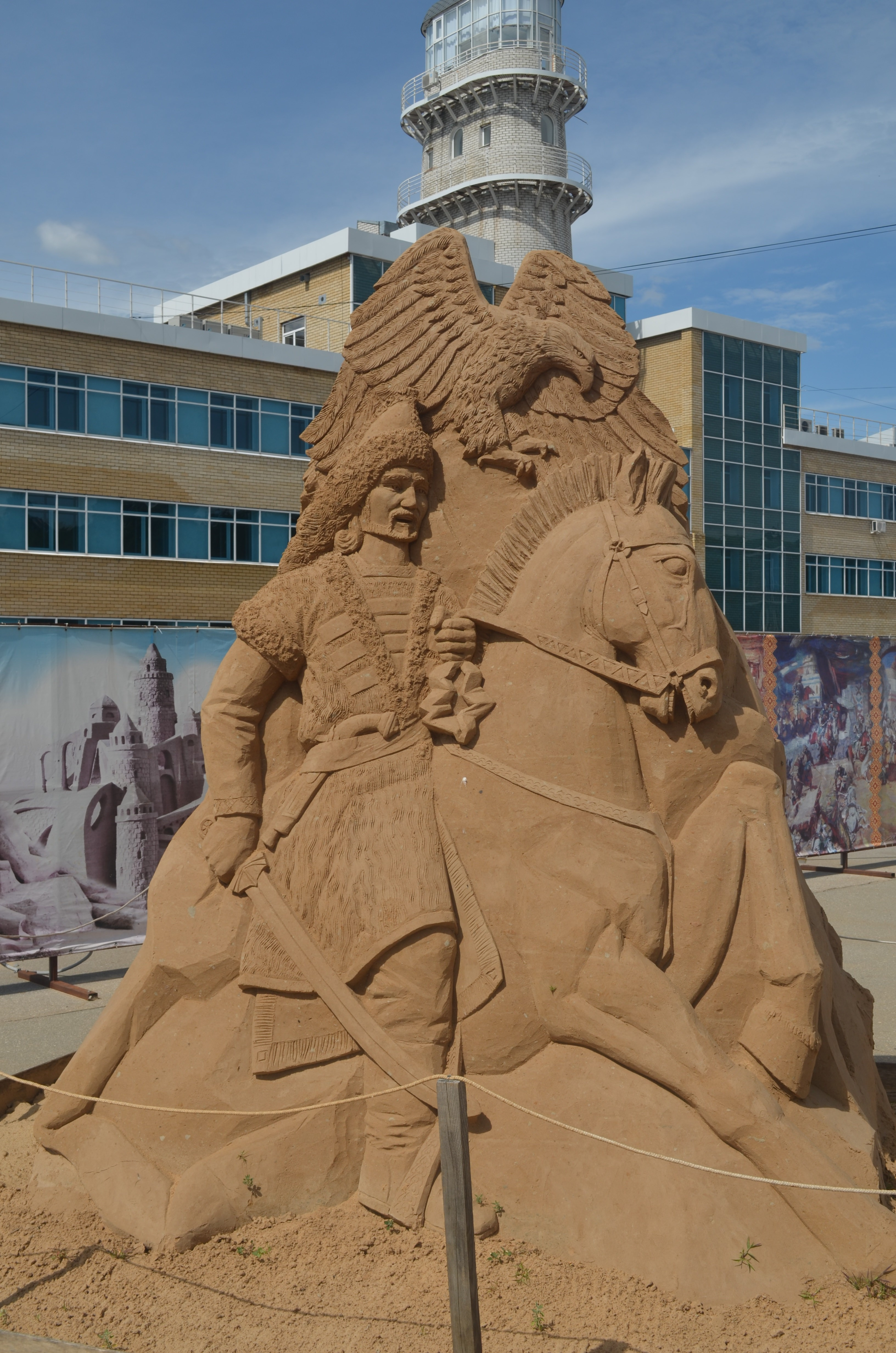
Песчаная фигура Пайдула на выставке в Чебоксарах

Родился в деревне Хоракасы Цивильского уезда. Участвовал в восстании Степана Разина. За храбрость и умелое руководство боевыми действиями получил звание полковника. Чувашские отряды, руководимые Пайдулом, участвовали во взятии Царицына, дошли до Астрахани.
Пайдул был похоронен рядом с деревней Чиканкасси (рус. Цыганкасы) Чемуршинского сельского совета Чебоксарского района.

## Память

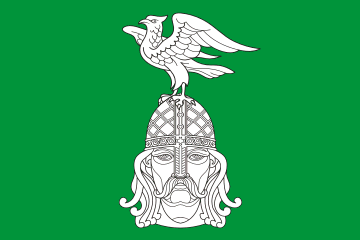
Флаг Караевского сельского поселения

- В честь Пайдула Искеева названа улица Байдула в Чебоксарах[1].
- Организация «Всечувашский общественно-культурный центр» ходатайствовала о переименовании города Новочебоксарска в Пайдул.[источник не указан 642 дня]
- Архитектор Станислав Удяков предлагал назвать именем Пайдула Искеева новый микрорайон в г. Новочебоксарске[2].
- Исторические предания о Пайдуле послужили основой флага Караевского сельского поселения Красноармейского района Чувашии[3].

## Стихи
Лес дремучий — ворман,

Не ступал сюда лашман.

Что ни дуб — то великан,

Каждый сам себе здесь пан.
Коль враги поднимут меч,

Головы слетят их с плеч.

Чтобы честь свою сберечь,

Мы костьми готовы лечь.
Широки луга вокруг,

Места хватит всем, мой друг,

На чужбине — жизнь не жизнь,

За чувашский край держись!
Травы сочные косой

Косим мы всегда с росой.

Коль враги навяжут бой,

Кочаны их — с плеч долой!
Когда Пайдул со своими отрядами воевал под Симбирском, его жену Минессу схватили в плен. Всё своё горе он упомянул в песне «Два крыла имел я в жизни».
Записаны в народе песни и о самом Пайдуле. В одной из них говорится, что аргамак Пайдула по кличке Хӑлат быстрый как ветер, звезда горит на его лбу.